# Prangos acaulis
Prangos acaulis là một loài thực vật có hoa trong họ Hoa tán. Loài này được Bornm. miêu tả khoa học đầu tiên.